# Okoa (Vavaʻu)
Okoa ist ein Ort in der Inselgruppe Vavaʻu im Norden des pazifischen Königreichs Tonga. Er hat 273 Einwohner (Stand 2021).

## Geographie
Der Ort liegt östlich von Neiafu und südlich von ʻUtui. Mit der benachbarten Insel Okoa ist der Ort durch eine Brücke verbunden und ein Teil der Siedlung erstreckt sich auch auf den Nordteil der ansonsten dicht bewaldeten Insel. Im Ort gibt es eine Kirche der „Church of Jesus Christ of Latter-day Saints“. Nördlich des Ortes liegt die Kalaka Dump Site (Mülldeponie).

## Klima
Das Klima ist tropisch heiß, wird jedoch von ständig wehenden Winden gemäßigt. Ebenso wie die anderen Orte der Vavaʻu-Gruppe wird Okoa gelegentlich von Zyklonen heimgesucht.